# Študent
Študent je oseba, ki je vpisana v program(e) visokošolskega oz. univerzitetnega šolanja. 
V Sloveniji se študetje šolajo v okviru univerz:
- Univerza v Ljubljani
- Univerza v Mariboru
- Univerza v Novi Gorici
- Univerza na Primorskem

Par razdelitev študentov:
- bruc
- absolvent
- večni študent
- t. i. falirani študent